# Keetia acuminata
Keetia acuminata är en måreväxtart som beskrevs av Diane Mary Bridson. Keetia acuminata ingår i släktet Keetia och familjen måreväxter. IUCN kategoriserar arten globalt som sårbar. Inga underarter finns listade i Catalogue of Life.